# MacKenzie Hunt
MacKenzie James Hunt (Liverpool, 14 novembre 2001) è un calciatore emiratino con cittadinanza britannica, centrocampista del Baniyas e della nazionale emiratina.

## Carriera

### Club
Hunt ha iniziato a giocare a calcio nel settore giovanile dell'Everton, unendosi al club all'età di appena 6 anni,   nel 2012 però è stato costretto a lasciare la scuola calcio del club inglese, dopo che a suo padre è stato offerto un lavoro in Medio Oriente, che lo ha fatto trasferire a Dubai, capitale degli Emirati Arabi Uniti; nella città emiratina, Hunt si unì quindi alla Go-Pro Sports Football Academy di Dubai, per continuare a giocare.
Nel 2015, Hunt è rientrato all'Everton per continuare il suo sviluppo calcistico nel Merseyside, ma il giovane dopo aver completato tutta la trafila delle giovanili e nonostante sia stato in panchina, per la prima squadra, in numerose occasioni durante la stagione 2023-2024, non è riuscito a fare il suo debutto da professionista con la maglia dell'Everton Football Club, venendo poi svincolato dal club alla scadenza del suo contratto nel giugno 2024.
Il 4 luglio 2024, Hunt si unì alla squadra della League Two del Fleetwood Town, firmando un contratto di due anni. Con la maglia dei The Cod Army, Hunt ha fatto il suo debutto da professionista giocando tutti i novanta minuti nella prima partita stagionale, durante la vittoria per 1-0 del Fleetwood contro il Grimsby Town il 10 agosto 2024.

### Nazionale
Avendo vissuto a Dubai per sette anni, durante la sua adolescenza, Hunt oltre alla cittadinanza inglese è in possesso anche del passaporto degli Emirati Arabi Uniti, cosa che lo ha reso convocabile da parte della relativa nazionale del Medio Oriente.
Il 30 agosto 2024 Hunt è stato convocato dalla nazionale di calcio degli Emirati Arabi Uniti per partecipare alle qualificazioni per la Coppa del Mondo . Ha debuttato il 5 settembre 2024 in una partita di qualificazione alla Coppa del Mondo contro il Qatar allo stadio Ahmad bin Ali . Ha sostituito Tahnoon Al-Zaabi all'88° minuto e ha assistito all'ultimo gol degli Emirati Arabi Uniti, che hanno vinto 3-1.

## Statistiche

### Cronologia presenze e reti in nazionale
| Cronologia completa delle presenze e delle reti in nazionale ― Emirati Arabi Uniti | Cronologia completa delle presenze e delle reti in nazionale ― Emirati Arabi Uniti | Cronologia completa delle presenze e delle reti in nazionale ― Emirati Arabi Uniti | Cronologia completa delle presenze e delle reti in nazionale ― Emirati Arabi Uniti | Cronologia completa delle presenze e delle reti in nazionale ― Emirati Arabi Uniti | Cronologia completa delle presenze e delle reti in nazionale ― Emirati Arabi Uniti | Cronologia completa delle presenze e delle reti in nazionale ― Emirati Arabi Uniti | Cronologia completa delle presenze e delle reti in nazionale ― Emirati Arabi Uniti |
| Data                                                                               | Città                                                                              | In casa                                                                            | Risultato                                                                          | Ospiti                                                                             | Competizione                                                                       | Reti                                                                               | Note                                                                               |
| ---------------------------------------------------------------------------------- | ---------------------------------------------------------------------------------- | ---------------------------------------------------------------------------------- | ---------------------------------------------------------------------------------- | ---------------------------------------------------------------------------------- | ---------------------------------------------------------------------------------- | ---------------------------------------------------------------------------------- | ---------------------------------------------------------------------------------- |
| 5-9-2024                                                                           | Al-Rayyan                                                                          | Qatar                                                                              | 1 – 3                                                                              | Emirati Arabi Uniti                                                                | Qual. Mondiali 2026                                                                | -                                                                                  | 88’                                                                                |
| 15-10-2024                                                                         | Tashkent                                                                           | Uzbekistan                                                                         | 1 – 0                                                                              | Emirati Arabi Uniti                                                                | Qual. Mondiali 2026                                                                | -                                                                                  | 83’                                                                                |
| 14-11-2024                                                                         | Abu Dhabi                                                                          | Emirati Arabi Uniti                                                                | 3 – 0                                                                              | Kirghizistan                                                                       | Qual. Mondiali 2026                                                                | -                                                                                  | 72’                                                                                |
| 19-11-2024                                                                         | Abu Dhabi                                                                          | Emirati Arabi Uniti                                                                | 5 – 0                                                                              | Qatar                                                                              | Qual. Mondiali 2026                                                                | -                                                                                  | 83’                                                                                |
| 21-12-2024                                                                         | Al Kuwait                                                                          | Qatar                                                                              | 1 – 1                                                                              | Emirati Arabi Uniti                                                                | Coppa delle nazioni del Golfo 2024 - 1º turno                                      | -                                                                                  | 74’                                                                                |
| 24-12-2024                                                                         | Al Kuwait                                                                          | Emirati Arabi Uniti                                                                | 1 – 2                                                                              | Kuwait                                                                             | Coppa delle nazioni del Golfo 2024 - 1º turno                                      | -                                                                                  |                                                                                    |
| 27-12-2024                                                                         | Al Kuwait                                                                          | Emirati Arabi Uniti                                                                | 1 – 1                                                                              | Oman                                                                               | Coppa delle nazioni del Golfo 2024 - 1º turno                                      | -                                                                                  | 64’                                                                                |
| Totale                                                                             |                                                                                    | Presenze                                                                           | 7                                                                                  |                                                                                    | Reti                                                                               | 0                                                                                  |                                                                                    |